# هاري كينر
هاري كينر (بالإنجليزية: Harry Keener) هو لاعب كرة قاعدة أمريكي، ولد في 1871 في إيستون في الولايات المتحدة، وتوفي بنفس المكان في 25 مارس 1912.

## وصلات خارجية
- هاري كينر على موقعبيزبول رفرنس.كوم (الدوري الرئيسي) (الإنجليزية)
- هاري كينر على موقعبيزبول رفرنس.كوم (الدوري الثانوي) (الإنجليزية)